# 宮内家住宅
宮内家住宅（みやうちけじゅうたく）は、愛媛県伊予市灘町にある建築物。宮内小三郎家（みやうちこさぶろうけ）、旧宮内邸（きゅうみやうちてい）とも呼ばれる。2018年（平成30年）には内部にまちの縁側「ミュゼ灘屋」が開館した。

## 歴史

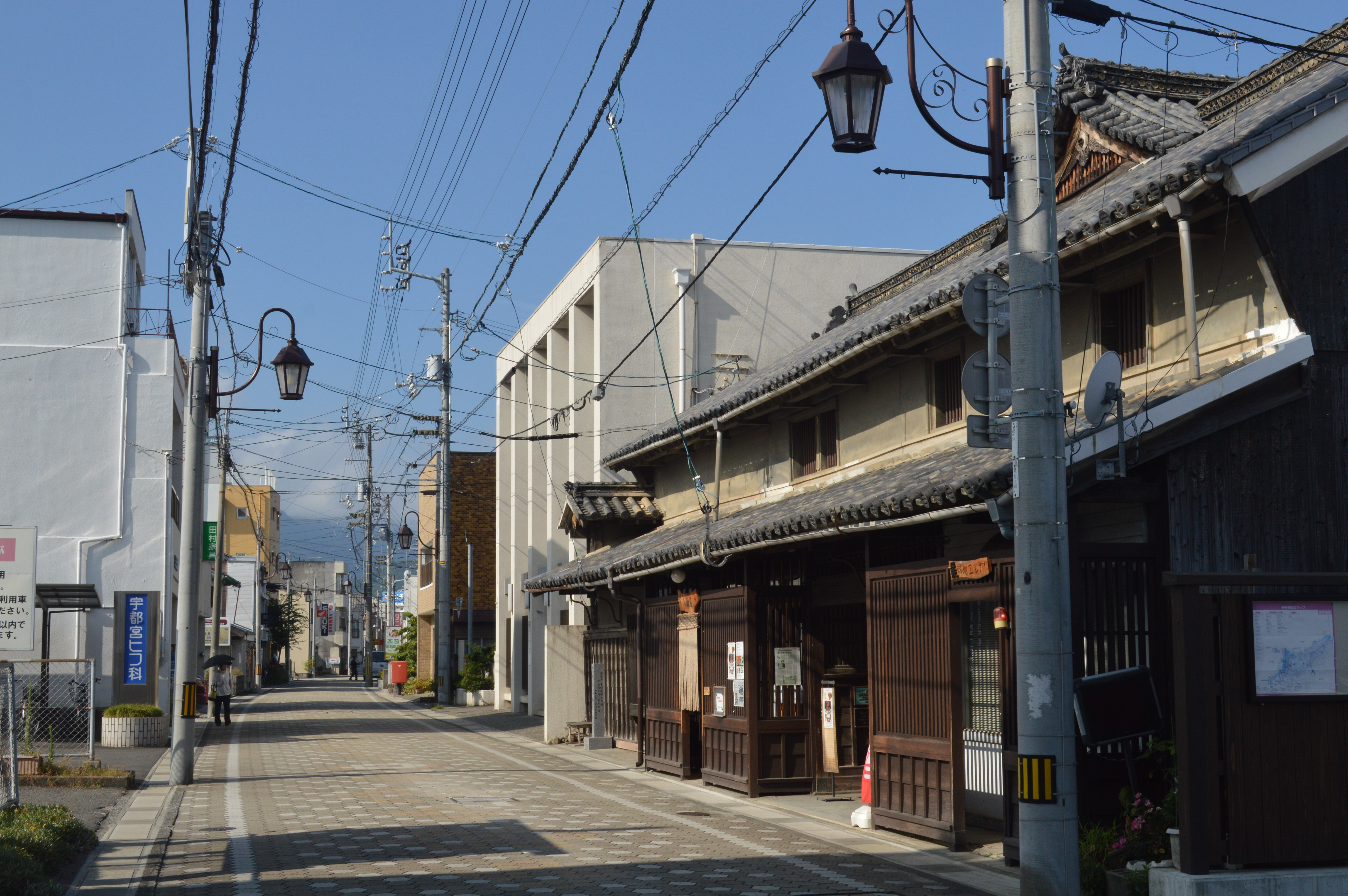
宮内家住宅と街道

1636年（寛永13年）に伊予松山藩から大洲藩にお替地（領地変換）に伴い、当時伊予国上灘村（現在の伊予市双海地区）の宮内九郎右衛門・清兵衛兄弟が大洲藩主加藤泰興に米湊村（現在の伊予市郡中地区）の梅林の海岸の開拓を許され、宮内一族によって近世の街並みを振興した。
2017年（平成29年）、伊予市景観重要建造物第1号に指定された。2018年（平成30年）5月には主屋・古隠居・隠居所・潮見堀の4件が国の登録有形文化財に登録された。同年12月、当時のまま残された書院造の座敷をスペースとして改装し、まちの縁側「ミュゼ灘屋」が開館した。

## 建築物
主屋は1738年（元文3年）に建築された。幕府の巡見使や、伊能忠敬測量隊の本陣（宿泊所）として使用された。1808年（文化5年）、伊能忠敬の測量隊は上灘村・小網・高川村・森村まで測量し、大雨のため船で湊町についたのである。古隠居は1812年（文化9年）の建築。隠居所は1912年（明治45年）の建築であり、棟梁は臥龍山荘の臥龍院を手掛けた中野虎雄である。

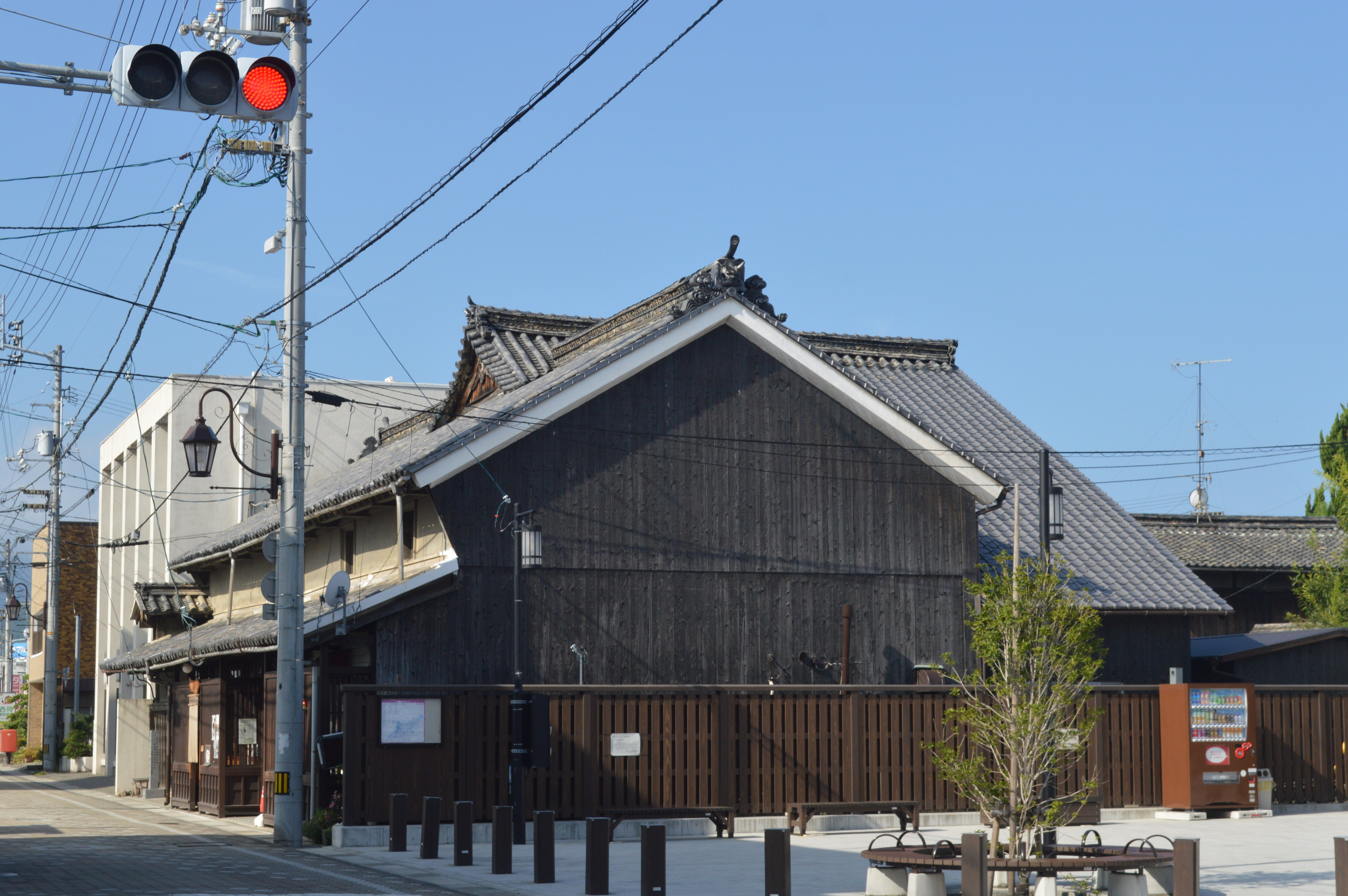
敷地全体
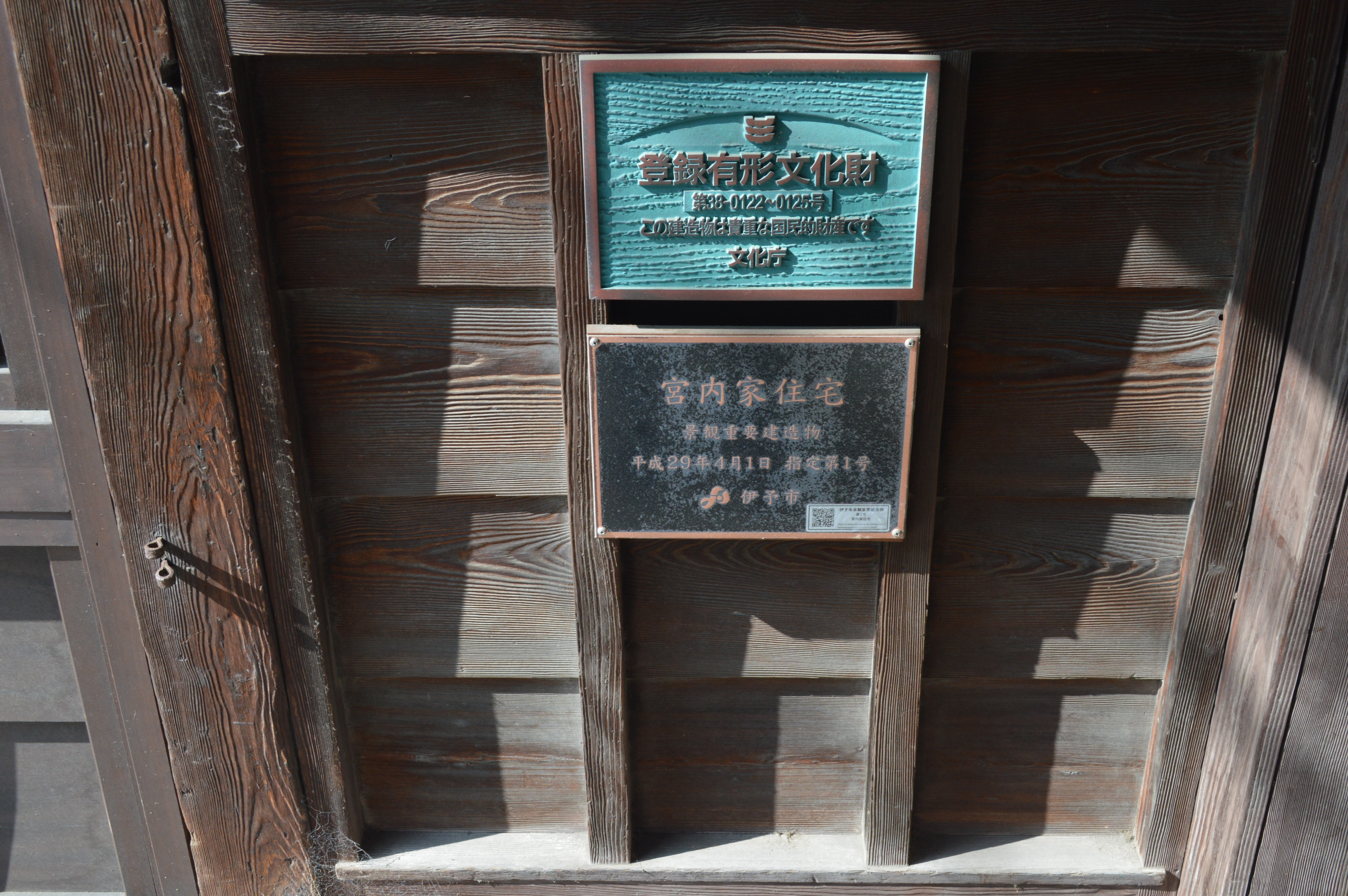
登録有形文化財プレート